# Giuseppe Valadier
Giuseppe Valadier (* 14. april 1762 Rim; † 1. februar 1839 prav tam) je bil italijanski arhitekt, izumitelj, arheolog, restavrator in zlatar.

## Življenjepis
Rojen rimskim staršem (njegovi predniki so se izselili iz Francije v Rim leta 1714) je opravil vajeništvo kot zlatar v delavnici očeta Luigija in nadaljeval s poslom do leta 1827. Bolj ga je privlačilo gradbeništvo in posvetil se je delovanju v Rimu. 1781 je bil imenovan za stavbenika svetih palač (architetto dei Sacri palazzi) in papeškega sobnega stavbenika (architetto camerale 1786).
Arhitekturo in restavratorstvo je študiral na Accademia di San Luca v Rimu. Za arhitekta svetih palač ga je imenoval Pij VI.. 
Ko so Francozi med Napoleonovimi vojnami v letih 1809-1814 in pod Pijem VII. zasedli Papeško državo, izgnali iz Večnega mesta ter odgnali v zapor papeža in druge vidne osebnosti, pa tudi ropali po Rimu - so mu kot potomcu Francozov zaupali varen prevoz naropanih umetnin v Pariz, ki jih je Papež moral odstopiti po Napoleonovi zmagi.

### Umetniško delovanje
Leta 1790 je Pij VI. pridobil palačo Santobono na Trgu Navona za svojega nečaka Luigija Onesti-Braschija in med drugim naročil Valadierju načrte za preureditev palače; papež pa je njegove načrte zavrnil in dal Morelliju (1732-1812) palačo ponovno zgraditi v slogu, ki je temeljil na renesansi. To se je popolnoma ujemalo s kulturnimi in političnimi nameni Pija VI., a hkrati pojasnjuje dejstvo, da se je neoklasicizem v Rimu lahko razvil pozneje kot v preostali Evropi. Šele ko je Valadier dosegel vrhunec svoje ustvarjalnosti, je Rim sledil razvoju v drugih evropskih središčih.
Kot arhitekt je Valadier med drugim zgradil Teatro Valle (1819) ter fasadi San Pantaleon (1806) in San Rocco all'Augusteo (1834) v Rimu.  Kot arheolog je med letoma 1819 in 1822 delal na obnovi Koloseja in Titovega slavoloka ter od 1829 do 1835 na obnovi Portunovega templja (it.: tempio di Portuno).
Kot arheolog je od leta 1827 do 1832 skupaj z Antonijem Nibbyjem (1792-1839) vodil izkopavanja na Koloseju in na delu Rimskega foruma, s čimer je razkril prvotni tlak med Kolosejem  in Konstantinovim slavolokom. Kopal je tudi pri Titovem slavoloku, pri Venerinem templju in na pobočjih Kapitola do Slavoloka Septimija Severa.
Največji pečat pa je pustil kot mestni graditelj. Leta 1805 je začrtal potek nove Vie Flaminije. Leta 1811 je sledil generalni načrt za Via dei Fori Imperiali, ki so ga nato uresničili šele po Prvi svetovni vojni. Nadziral je tudi preoblikovanje "Piazza San Giovanni in Laterano" in načrtovanje Vile Torlonije v Rimu. 
Marsikak načrt je ostal zaradi pomanjkanja denarja in drugih okoliščin le na papirju, ali pa so ga uresničili bogati posamezniki. Villa Torlonia je načrt, ki ga je začel graditi 1806 za bankirja Giovannija Torlonia (1756–1829).
Najbolj se je izkazal pri preoblikovanju Piazza del Popolo. Prvi osnutek je predložil že leta 1793, a da je končno bil trg prezidan čisto drugače med letoma 1811 in 1822.

## Smrt in spomin

### Smrt in pogreb
Življenjske sile so mu začele pojemati. Zato se je sklenil umakniti v svojo hišico v Frascatiju. Vendar je 1839 še zasnoval pripravo za kanonizacijo štirih blaženih, ki jo je njegov sin Luigi Maria dokončal 6. maja. Zdravstveno stanje se mu je poslabšalo in izvedbe ni dočakal, saj je že 1. februarja 1839 umrl. Po njegovi želji so ga pokopali v cerkvi San Luigi dei Francesi, v kateri je bil tudi krščen takoj po rojstvu. 

### Spomin
Sodeloval je tudi pri slovesnostih, ki jih opeva pesnik Vincenzo Monti, ter so spremljale Sveto leto, ki ga je kljub odsvetovanju nekaterih kardinalov, in izrecnemu nasprotovanju večine držav, napovedal, odprl in vodil Leon XII. leta 1825.
| Vincenzo Monti: Spettacoli pirotecnici (italijanski izvirnik) | Vincenzo Monti: Ognjenometni prizori (slovenski prevod) |
| --- | --- |
| Per lui del ponto immemore mirabil cosa! in alto va la materia, e insolito porta alle nubi assalto. Fosco di la profondasi il suol fulgente ai lumi e come larve appaiono cittá, foreste i fiumi | Zanj se dviga iz neznane točke čudovita stvar! gor gre zadeva, in nenavadno vodi kvišku do oblakov. Temna globina zemlje zasije v luči in kakor ličinke izgledajo mesta, gozdovi in reke |

### Ocena
Čeprav ga imajo za glavnega predstavnika italijanskega neoklasicizma, je njegov izraz včasih bliže paladijevskemu slogu..

## Dela

### Slikovna zbirka
- Giuseppe Valadier v poznejši dobi
- Gledališče pri Vili Torlonii januarja 2019
- L'Aquila, Cerkev Marije Priprošnjice [7]
- Kapela na področju Vile Pianciani[8]
- Slika iz zraka kaže na sestavo Vile Pianciani
- Stolnica v Spoletu: Oltar Angela Varuha
- Stolnica v Spoletu: Apsida
- Vodomet boginje Rima [9]
- Prenos vlitega zvona za Petrovo cerkev 1786[10]
- Ura in kip Simona Gorečnika [11]
- Piazza del Popolo[12]
- Vila Torlonia